# Aragóniai Konstancia mallorcai királyné
Aragóniai Konstancia (1318 (körül) – Montpellier, 1346), katalánul: Constança d'Aragó, spanyolul: Constanza de Aragón, franciául: Constance d'Aragon, occitanul: Constança d'Aragon, olaszul: Costanza d'Aragona, görögül: Κωνσταντία της Αραγωνίας , születése jogán aragón királyi hercegnő, házassága révén mallorcai királyné, Rousillon, Cerdanya grófnéja, Aumelas bárónéja és Montpellier úrnője, Achaja címzetes uralkodó hercegnéje. IV. (Szertartásos) Péter aragón király nővére. A Barcelonai-ház aragón királyi főágának a tagja.

## Élete
Édesapja IV. (Jó) Alfonz aragón király, II. (Igazságos) Jakab aragón, valamint szicíliai királynak és Anjou Blanka nápolyi királyi hercegnőnek a másodszülött fia.
Édesanyja I. (Entençai) Teréz urgelli grófnő, Gombaldo urgelli grófnak és Konstancia antillóni úrnőnek a leánya.
Konstancia volt szülei második gyermeke, illetve első leánya. Amikor Konstancia kilencéves volt, anyja meghalt gyermekágyban. Apja ezután feleségül vette Kasztíliai Eleonórát, akitől további két gyermekük született.
Konstancia 1336. szeptember 24-én Perpignan városában feleségül ment rokonához, III. (Meggondolatlan) Jakab mallorcai királyhoz. Házasságukból két gyermek született.
III. (Meggondolatlan) Jakab mallorcai királyt a sógora, IV. (Szertartásos) Péter aragón király 1343-ban elűzte Mallorcáról, mert nem volt hajlandó letenni neki a hűbéresküt. III. Jakab az első felesége, Aragóniai Konstancia halála után egy évvel újranősült, és feleségül vette elsőfokú unokatestvérét, Vilaragut Jolánt. A trónjáért küzdő III. Jakab 1349. október 25-én halt meg egy IV. Péter ellen vívott Llucmajor melletti csatában Mallorca szigetén. A mallorcai király özvegye és gyermekei az aragón király fogságába kerültek.
Lányát, Aragóniai Izabella (Erzsébet) mallorcai királyi hercegnőt III. Jakab özvegye, Jolán királyné összeházasította a második férjének, Braunschweigi ottónak a montferrati rokonával, a Palaiologosz-házi II. János montferrati őrgróffal 1358-ban, mely házasságból öt gyermek született.
Aragóniai Konstancia fia, a mentálisan retardált IV. Jakab, akinek az elszenvedett testi-lelki kínzások mély nyomot hagytak a lelkében, melyeket a nagybátyja, IV. Péter aragóniai király követett el rajta, amikor 12 éves korától 13 éven keresztül egy vasketrecben tartotta a mallorcai trónörököst, csak 1362-ben szabadult meg a fogságból. 1363-ban a testileg jó fizikumú Jakabot összeházasították a nála 11 évvel idősebb I. Johanna nápolyi királynővel V. Orbán pápa ajánlására. A házasság, úgy tűnt, minden nehézsége ellenére szerencsés az utódlás tekintetében, mert a királynő hamarosan teherbe esett, de az örömbe üröm vegyült, hiszen nem tudta kihordani a gyermekét, és elvetélt. Ekkor végleg megromlott a házastársak közötti kapcsolat, és férje dührohamai miatt az éltéért aggódó Johanna száműzte férjét, aki elvesztett országáért harcolt a nagybátyjával, majd e küzdelem közepette vesztette életét 1375-ben.
Konstancia királyné Montpellier-ben nyugszik.

## Gyermekei
- Férjétől, III. (Meggondolatlan) Jakab (1315–1349) mallorcai királytól, 2 gyermek:
  - Jakab (1337–1375), IV. Jakab néven Mallorca címzetes királya, felesége I. Johanna (1326–1382) nápolyi királynő, 1 gyermek:
    - N. (gyermek) (elvetélt 1364)

  - Izabella (Erzsébet) (1338–1404), I. Izabella néven Mallorca címzetes királynője, 1. férje II. (Palaiologosz) János (1313–1372), Montferrat őrgrófja, 5 gyermek, 2. férje Konrad von Reischach zu Jungnau (–1417/18), Ehingen és Schelklingen zálogtulajdonos ura (1385), Achalm várura (1409), 1 fiú,[3] összesen 6 gyermek, többek között:
    - (második házasságából): Michael von Reischach (–1417/18), apjával együtt meggyilkolták a gaienhofeni várukban

## Külső hivatkozások
- Genealogia Completa de la Casa Reial de Mallorca – 2014. június 1.
- Euweb/House of Barcelona – 2014. június 1.
- FMG/Aragon/Kings of Mallorca – 2014. június 1.
- Mittelaler-Genealogie/Jakob II. König von Mallorca – 2014. június 1.
- Sovereigns, Kingdoms and Royal Landmarks of Europe – 2014. június 1.

| Előző Anjou Mária | Mallorcai királyné 1336 – 1343/46 | Következő Navarrai Mária de facto Vilaragut Jolán de iure |